# Santa María Ostuma
Santa María Ostuma è un comune del dipartimento di La Paz, in El Salvador.